# Yeghegnut (Lori)
Yeghegnut (in armeno Եղեգնուտ?) è un comune di 1 253 abitanti (2008) della Provincia di Lori in Armenia.